# Chaise à sel
 (décembre 2016).
Si vous disposez d'ouvrages ou d'articles de référence ou si vous connaissez des sites web de qualité traitant du thème abordé ici, merci de compléter l'article en donnant les références utiles à sa vérifiabilité et en les liant à la section « Notes et références ».
La chaise à sel fait partie du mobilier présent dans les régions soumises à la gabelle du sel.

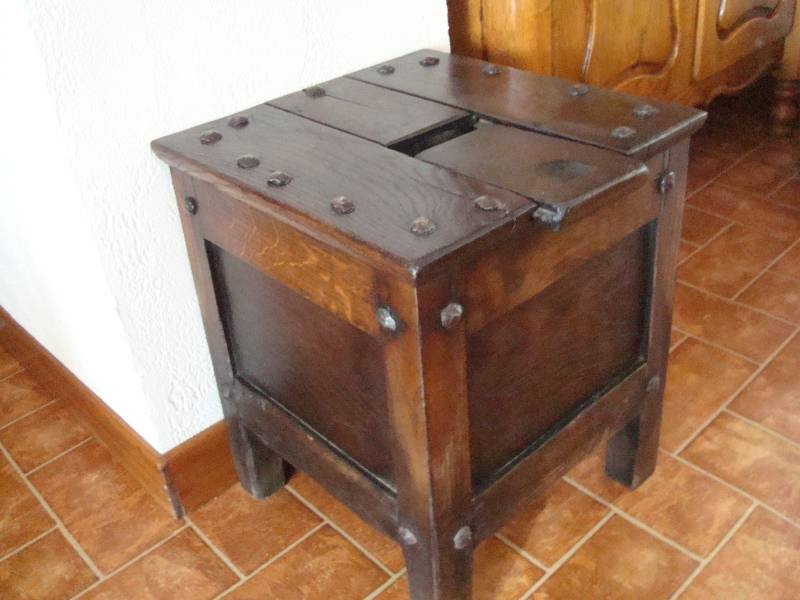
Chaise à sel (région entre Doubs et Jura Suisse)

## But
Le but de cette chaise est de conserver et de cacher le sel à l’abri du contrôle des gabelous,  contrôleurs chargés de faire payer l’impôt.

## Histoire
- Le sel alimentaire, indispensable à tout être humain, est l’élément principal utilisé pour la conservation des aliments.

- La taxe temporaire sur le sel établie en 1246, devint permanente puis monopole d’État en 1343 et ne fut supprimée définitivement qu’en 1946.

- Cette taxe était variable en fonction des régions et des droits que celles-ci avaient conservés à leur rattachement à l’État français. Dans d’autres cas, elle était fonction du voisinage avec des pays étrangers ou des régions productrices de sel.

- Cet impôt prélevé par la ferme générale suscita au cours des sept siècles une solide vocation dédiée à la contrebande et pratiquée par des faux sauniers toujours plus ingénieux et créatifs.

## Le meuble
Pour la conservation à l’abri de l’humidité, le coffre en bois, mis à proximité de la cheminée, est le plus indiqué des récipients. D'où l'idée de créer un coffre qui fera office de chaise. De plus, cette chaise était constamment assignée à la grand-mère qui, de par sa longue robe de l’époque, cachait entièrement la partie coffre.
Le gabelou, ou douanier de l’époque, par galanterie sans doute, ne dérangeait pas l’aïeule, négligeant de fait le contrôle de ce mobilier.
La matière utilisée pour la fabrication du meuble est variable selon les régions et la fortune du client, néanmoins pour une bonne conservation et une bonne tenue du meuble à l’usure et à la déformation, on utilisait de préférence le bois de sapin pour la partie coffre.

## Aujourd’hui
Aujourd’hui, cette taxe a été abandonnée mais la chaise à sel reste un mobilier populaire rare donc très recherché par les amateurs de meubles anciens.